# Broscheid
Broscheid ist ein Ortsteil der Gemeinde Ruppichteroth im Rhein-Sieg-Kreis in Nordrhein-Westfalen. Bis zum 1. August 1969 war Broscheid ein Ortsteil der damals eigenständigen Gemeinde Winterscheid.

## Geographie
Der Weiler liegt am Nordhang des Bröltals. Nachbarorte sind Hülscheid und Hasenbach im Norden, Hermerath und Thilhove im Osten und Reiferscheid im Süden. 

## Geschichte
1712 wohnten in dem Weiler acht Familien mit 39 Seelen: Wittwe Broscheidts, Henrich Roland, Wittwe Kuchheim, Wittwe Schenk, Wittwe Wimar Walterscheid, Theodor Mertens, Heinrich Hein und Wittwe Paul Klein.
1809 hatte der Ort 52 katholische Einwohner.
1817 wohnten hier 57 Menschen.